# Triaenodes theiophorus
Triaenodes theiophorus là một loài Trichoptera trong họ Leptoceridae. Chúng phân bố ở miền Australasia.